# Чатгем (Луїзіана)
Чатгем (англ. Chatham) — місто (англ. town) в США, в окрузі Джексон штату Луїзіана. Населення — 491 особа (2020).

## Географія
Чатгем розташований за координатами 32°18′33″ пн. ш. 92°27′5″ зх. д. / 32.30917° пн. ш. 92.45139° зх. д. (32.309171, -92.451437).  За даними Бюро перепису населення США в 2010 році місто мало площу 2,98 км², з яких 2,56 км² — суходіл та 0,42 км² — водойми.

## Демографія
Згідно з переписом 2010 року, у місті мешкало 557 осіб у 255 домогосподарствах у складі 144 родин. Густота населення становила 187 осіб/км².  Було 316 помешкань (106/км²).
Расовий склад населення:
| - 60,9 % — білих - 37,5 % — чорних або афроамериканців - 0,2 % — корінних американців |

До двох чи більше рас належало 1,4 %. Частка іспаномовних становила 0,4 % від усіх жителів.
За віковим діапазоном населення розподілялося таким чином: 21,9 % — особи молодші 18 років, 58,2 % — особи у віці 18—64 років, 19,9 % — особи у віці 65 років та старші. Медіана віку мешканця становила 41,1 року. На 100 осіб жіночої статі у місті припадало 86,3 чоловіків;  на 100 жінок у віці від 18 років та старших — 91,6 чоловіків також старших 18 років.
Середній дохід на одне домашнє господарство  становив 32 352 долари США (медіана — 24 886), а середній дохід на одну сім'ю — 41 734 долари (медіана — 34 375). Медіана доходів становила 25 455 доларів для чоловіків та 19 861 долар для жінок. За межею бідності перебувало 28,6 % осіб, у тому числі 44,2 % дітей у віці до 18 років та 27,0 % осіб у віці 65 років та старших.
Цивільне працевлаштоване населення становило 230 осіб. Основні галузі зайнятості: освіта, охорона здоров'я та соціальна допомога — 25,2 %, роздрібна торгівля — 23,0 %, виробництво — 14,8 %, будівництво — 8,3 %.